# The Way I Like It
The Way I Like It (deutsch: „Die Art, wie ich es mag“) ist ein Popsong der deutsch-italienischen Sängerin Mandy Capristo und zugleich die Titelmelodie zum Kinofilm Türkisch für Anfänger. Das Stück wurde 2012 auf Capristos Debütalbum Grace veröffentlicht und vorab als Single ausgekoppelt. Es wurde von David Jost und Twin geschrieben und produziert.

## Hintergrund

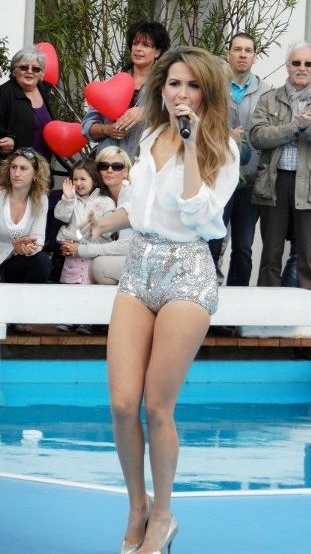
Mandy Capristo führt ihre Single The Way I Like It im ZDF-Fernsehgarten auf

Mandy Capristo veröffentlichte am 1. März eine kurze Snippet Version der Single. Am 14. März konnten Zuschauer von Let’s Dance erneut einen neuen Ausschnitt des Songs hören. Am 15. März wurde eine Akustikversion des Liedes vorgestellt, die ebenfalls auf der Single erschien. Capristo äußerte sich zur Single-Auswahl: „Es sind so viele Songs gewesen, die auf mich zugeschrieben waren, die wir zusammen geschrieben haben oder die ich geschrieben habe, aber als ich 'The Way I Like It’ gehört habe, dachte ich: 'Das ist es!' Das ist einfach für mich die schönste Single.“

## Videodreh
Das Video wurde erstmals am 5. April auf MyVideo ausgestrahlt. Der Regisseur war Lennart Brede, der auch schon für Monrose das Video zu This Is Me gedreht hat. Insgesamt dauerte der Dreh über 20 Stunden, und es wurden drei verschiedene Einstellungen ausgewählt. Zu Beginn läuft Capristo in einem rosafarbenen Haute-Couture-Kleid durch die Pforten der Ruine der Beelitzer Heilstätten. Capristo sagte: „Wir wollten einen Kontrast zu einem Haute-Couture-Kleid bekommen und sind in eine alte Ruine gegangen und haben da gedreht. Es ist auf jeden Fall sehr kalt gewesen.“ Schließlich bewegt sie sich tanzend durch die Gemäuer des Bauwerks. Dabei werden traumartige Flashbacks in schwarzweiß eingespielt. Sie liegt in den Armen eines unbekannten Mannes und umgarnt diesen mit ihren Blicken.
Zum Schluss beginnt es durch die Dächer des alten Gebäudes zu regnen, sodass sie komplett nass wird. „Ich musste um 3.30 Uhr in der Nacht noch eine Regenszene machen. Das Wasser dafür war nicht beheizt.“ Außerdem werden ebenfalls Aufnahmen in schwarzweiß gezeigt, die sie in einem schwarzen Outfit auf einem Sims des Schlosses zeigen. Beendet wird das Video mit der Szene, in der der unbekannte Mann Capristo aus einem Raum trägt. Es wird schwarz abgeblendet.

## Kritik
- Bravo.de sagt, es sei eine grandiose Single und ein perfekter Start nach dem Aus von Monrose.[8]
- Das Musikmagazin Yagaloo war überrascht über den Sinneswandel Capristos. Sie hätten eine Ballade erwartet, sind trotz alledem begeistert von dem neuen Sound. Ebenso offenbaren sie, dass der Text sehr einfach gestrickt sei, dennoch im Ohr bleibe.[9]
- Negative Kritik kam jedoch ebenso vom Musikmagazin Yagaloo, das die Ähnlichkeit mit Rihanna und Beyoncé Knowles kritisiert.

## Chartplatzierungen
| Nation      | Position | Wochen |
| ----------- | -------- | ------ |
| Deutschland | 11       | 11     |
| Österreich  | 30       | 5      |
| Schweiz     | 29       | 7      |